# Roșia (gmina w okręgu Bihor)
Roșia – gmina w Rumunii, w okręgu Bihor. Obejmuje miejscowości Lazuri i Roșia. W 2011 roku liczyła 2384 mieszkańców.